# マイク・ヤストレムスキー
マイケル・アンドリュー・ヤストレムスキー（Michael Andrew Yastrzemski, 1990年8月23日 - ）は、アメリカ合衆国マサチューセッツ州アンドーバー出身のプロ野球選手（外野手）。左投左打。MLBのカンザスシティ・ロイヤルズ所属。
カール・ヤストレムスキーの孫である。

## 経歴

### プロ入り前
ダンバースのセント・ジョーンズ・プレパラトリースクールに通っており、学校の野球チームでプレーしており4年生の時にはキャプテンを務めた。2009年のMLBドラフトに1巡目で指名されなければ、大学野球奨学金でヴァンダービルト大学に進学することを約束した。実際にMLBドラフトではボストン・レッドソックスから36巡目で指名されたため、大学に進学しヴァンダービルト・コモドアーズでプレーした。
大学野球では1年生の途中からチームのキャプテンを務めた。3年生のシーズンが終わった後に、2012年のMLBドラフト30巡目でシアトル・マリナーズから指名され、その巡目で指名された選手には破格の30万ドルの契約金を提示されたが、契約せず4年生のシーズンを迎えた。シニアとして、サウスイースタン・カンファレンスのオールスターに選ばれた。

### プロ入りからオリオールズ傘下時代
2013年のMLBドラフト14巡目でボルチモア・オリオールズから指名され、契約を結びプロ入りを果たした。
オリオールズと契約した後、-A級ニューヨーク・ペンリーグのアバディーン・アイアンバーズでプロ生活を始め、打率.273、3本塁打、25打点を記録した。またニューヨーク・ペンリーグのオールスターゲームにも選出された。
2014年はA級サウス・アトランティックリーグのデルマーバ・ショアバーズで開幕を迎え、打率.306・10本塁打・44打点だった。サウス・アトランティックリーグのオールスターゲームにも選出され、オールスター後にはA+級カロライナリーグのフレデリック・キーズに昇格し、93打数で打率.312だった。その後再びAA級イースタンリーグのボウイ・ベイソックスに昇格した。フレデリックとボウイの合算成績は打率.288、14本塁打、24企画で18盗塁を記録し、18三塁打はマイナーリーグの中でも最高記録だった。
2015年はボウイで打率.246、6本塁打、59打点を記録した。
2016年はボウイとAAA級インターナショナルリーグのノーフォーク・タイズで過ごし、打率.234、13本塁打、59打点を記録した。
2017年は開幕を前年の手術の影響で出遅れ、5月から9月にかけてノーフォークで81試合に出場したが、6月と7月の数週間を除いてボウイで20試合に出場した。
2018年はノーフォークに戻った。
2019年はスプリングトレーニングに招待選手として参加した。

### ジャイアンツ時代
2019年3月22日にタイラー・ハーブとのトレードでサンフランシスコ・ジャイアンツへ移籍した。AAA級パシフィックコーストリーグのサクラメント・リバーキャッツに配属された。5月25日にメジャーに昇格し、同日のアリゾナ・ダイヤモンドバックス戦でメジャー初出場を果たし、3打数無安打、1得点でチームも10-4で敗北を喫した。翌日の26日に初安打を記録するも二塁を狙った際に憤死する場面もあったが4打数3安打を記録した、しかしチームは6-2で敗北した。5月31日にアンドリュー・キャッシュナーから自身初のサヨナラ本塁打を放った。8月16日のチェイス・フィールドで行われたアリゾナ・ダイヤモンドバックス戦で、11回の最初に打った勝ち越し本塁打を含めて3本の本塁打を放った。9月17日に祖父が現役時代23年間過ごしたフェンウェイ・パークの中堅席に20号となる本塁打を放った。試合も7-6でジャイアンツが勝利を収めた。この試合前に行われた始球式では祖父がボールを投げ、マイクがそれを受けた。107試合に出場し打率.272、64得点、21本塁打、55打点、出塁率.334、長打率.518を記録し、21本塁打はケビン・ピラーに並んでチームトップだった。ジャイアンツの新人で20本塁打を超えたのはデーブ・キングマン以来だった。
2020年9月9日に自身151試合目の出場時に本塁打を記録し、ボビー・トムソンとキングマンに次ぐ速さで通算30本塁打を達成した。オフの12月9日に自身初めてオールMLBチームのセカンドチーム外野手の1人に選出された。
2021年6月15日に、オラクル・パークでのアリゾナ・ダイヤモンドバックス戦でジャイアンツが9-8で勝利を収める契機となる逆転満塁本塁打をウンベル・カステジャノスから8回にマコベイ湾に放ちスプラッシュヒットとなった。シーズンでは、468打席で打率.224、出塁率.311、長打率.457で28二塁打と71打点を記録した。レンジファクターでは2.26を記録し、2年連続でナショナル・リーグの右翼手で最高だった。年俸は60万ドルであった。
ナショナル・リーグのゴールドグラブ賞の右翼手として3人ノミネートのうちに入っていたが、アダム・デュバルに敗れた。
2022年の成績としては、485打席で打率.214、出塁率.305、長打率.392を記録し、73得点、31二塁打（自己最高）、17本塁打、57打点、5盗塁だった。104試合でライトを守り、93試合ではセンターを守り、1試合のみDHとしての出場があった。11月には、2023年シーズンに向けて1年610万ドルでの契約に合意した。
2023年は106試合に出場したものの、打率は.233と低迷した。それでも15本塁打、43打点などを記録した。
2024年は140試合に出場と復活し、打率こそ.231ながらキャリアハイとなる18本塁打、57打点などを記録した。
2025年は後述のトレード前までに97試合に出場して打率.231、8本塁打、28打点などを記録していた。

### ロイヤルズ時代
2025年7月31日にジュニオル・マルテとのトレードで、カンザスシティ・ロイヤルズへ移籍した。翌8月1日のトロント・ブルージェイズ戦（ロジャーズ・センター）では「6番・右翼手」として先発出場し、この試合の2回にケビン・ゴーズマンから移籍後初本塁打となる2点本塁打を記録した。

## 詳細情報

### 年度別打撃成績
| 年 度    | 球 団    | 試 合 | 打 席 | 打 数 | 得 点 | 安 打 | 二 塁 打 | 三 塁 打 | 本 塁 打 | 塁 打 | 打 点 | 盗 塁 | 盗 塁 死 | 犠 打 | 犠 飛 | 四 球 | 敬 遠 | 死 球 | 三 振 | 併 殺 打 | 打 率 | 出 塁 率 | 長 打 率 | O P S |
| -------- | -------- | ----- | ----- | ----- | ----- | ----- | -------- | -------- | -------- | ----- | ----- | ----- | -------- | ----- | ----- | ----- | ----- | ----- | ----- | -------- | ----- | -------- | -------- | ----- |
| 2019     | SF       | 107   | 411   | 371   | 64    | 101   | 22       | 3        | 21       | 192   | 55    | 2     | 4        | 1     | 3     | 32    | 1     | 4     | 107   | 4        | .272  | .334     | .518     | .852  |
| 2020     | SF       | 54    | 225   | 192   | 39    | 57    | 14       | 4        | 10       | 109   | 35    | 2     | 1        | 0     | 0     | 30    | 2     | 3     | 55    | 2        | .297  | .400     | .568     | .968  |
| 2021     | SF       | 139   | 532   | 468   | 75    | 105   | 28       | 3        | 25       | 214   | 71    | 4     | 0        | 1     | 3     | 51    | 4     | 9     | 131   | 3        | .224  | .311     | .457     | .768  |
| 2022     | SF       | 148   | 558   | 485   | 73    | 104   | 31       | 2        | 17       | 190   | 57    | 5     | 1        | 1     | 6     | 61    | 0     | 5     | 141   | 3        | .214  | .305     | .392     | .697  |
| 2023     | SF       | 106   | 381   | 330   | 54    | 77    | 23       | 1        | 15       | 147   | 43    | 2     | 2        | 2     | 1     | 45    | 3     | 3     | 99    | 5        | .233  | .330     | .445     | .775  |
| 2024     | SF       | 140   | 474   | 428   | 60    | 99    | 16       | 9        | 18       | 187   | 57    | 3     | 2        | 1     | 1     | 38    | 1     | 6     | 124   | 5        | .231  | .302     | .437     | .739  |
| MLB：6年 | MLB：6年 | 694   | 2581  | 2274  | 365   | 543   | 134      | 22       | 106      | 1039  | 318   | 18    | 10       | 6     | 14    | 257   | 11    | 30    | 657   | 22       | .239  | .322     | .457     | .779  |

- 2024年度シーズン終了時
- 各年度の太字はリーグ最高

### ポストシーズン打撃成績
| 年 度     | 球 団     | シ リ ｜ ズ | 試 合 | 打 席 | 打 数 | 得 点 | 安 打 | 二 塁 打 | 三 塁 打 | 本 塁 打 | 塁 打 | 打 点 | 盗 塁 | 盗 塁 死 | 犠 打 | 犠 飛 | 四 球 | 敬 遠 | 死 球 | 三 振 | 併 殺 打 | 打 率 | 出 塁 率 | 長 打 率 |
| --------- | --------- | ----------- | ----- | ----- | ----- | ----- | ----- | -------- | -------- | -------- | ----- | ----- | ----- | -------- | ----- | ----- | ----- | ----- | ----- | ----- | -------- | ----- | -------- | -------- |
| 2021      | SF        | NLDS        | 5     | 13    | 13    | 0     | 0     | 0        | 0        | 0        | 0     | 0     | 0     | 0        | 0     | 0     | 0     | 0     | 0     | 4     | 0        | .000  | .000     | .000     |
| 出場：1回 | 出場：1回 | 出場：1回   | 5     | 13    | 13    | 0     | 0     | 0        | 0        | 0        | 0     | 0     | 0     | 0        | 0     | 0     | 0     | 0     | 0     | 4     | 0        | .000  | .000     | .000     |

- 2024年度シーズン終了時

### 年度別守備成績
| 年 度 | 球 団 | 投手（P） | 投手（P） | 投手（P） | 投手（P） | 投手（P） | 投手（P） |
| 年 度 | 球 団 | 試 合     | 刺 殺     | 補 殺     | 失 策     | 併 殺     | 守 備 率  |
| ----- | ----- | --------- | --------- | --------- | --------- | --------- | --------- |
| 2024  | SF    | 1         | 0         | 0         | 0         | 0         | ----      |
| MLB   | MLB   | 1         | 0         | 0         | 0         | 0         | ----      |

| 年 度 | 球 団 | 左翼（LF） | 左翼（LF） | 左翼（LF） | 左翼（LF） | 左翼（LF） | 左翼（LF） | 中堅（CF） | 中堅（CF） | 中堅（CF） | 中堅（CF） | 中堅（CF） | 中堅（CF） | 右翼（RF） | 右翼（RF） | 右翼（RF） | 右翼（RF） | 右翼（RF） | 右翼（RF） |
| 年 度 | 球 団 | 試 合      | 刺 殺      | 補 殺      | 失 策      | 併 殺      | 守 備 率   | 試 合      | 刺 殺      | 補 殺      | 失 策      | 併 殺      | 守 備 率   | 試 合      | 刺 殺      | 補 殺      | 失 策      | 併 殺      | 守 備 率   |
| ----- | ----- | ---------- | ---------- | ---------- | ---------- | ---------- | ---------- | ---------- | ---------- | ---------- | ---------- | ---------- | ---------- | ---------- | ---------- | ---------- | ---------- | ---------- | ---------- |
| 2019  | SF    | 61         | 88         | 0          | 3          | 0          | .967       | 7          | 7          | 0          | 0          | 0          | 1.000      | 56         | 94         | 2          | 1          | 0          | .990       |
| 2020  | SF    | 8          | 6          | 0          | 0          | 0          | 1.000      | 24         | 55         | 1          | 0          | 1          | 1.000      | 31         | 59         | 1          | 0          | 0          | 1.000      |
| 2021  | SF    | -          | -          | -          | -          | -          | -          | 34         | 51         | 2          | 0          | 1          | 1.000      | 115        | 208        | 1          | 1          | 0          | .995       |
| 2022  | SF    | -          | -          | -          | -          | -          | -          | 93         | 156        | 5          | 1          | 3          | .994       | 104        | 115        | 4          | 2          | 0          | .983       |
| 2023  | SF    | 17         | 21         | 0          | 1          | 0          | .955       | 51         | 79         | 2          | 0          | 1          | 1.000      | 56         | 75         | 4          | 0          | 0          | 1.000      |
| 2024  | SF    | -          | -          | -          | -          | -          | -          | 9          | 24         | 0          | 0          | 0          | 1.000      | 127        | 188        | 5          | 4          | 1          | .980       |
| MLB   | MLB   | 86         | 115        | 0          | 4          | 0          | .966       | 218        | 372        | 10         | 1          | 6          | .997       | 489        | 739        | 17         | 8          | 1          | .990       |

- 2024年度シーズン終了時
- 各年度の太字はリーグ最高

### 表彰
- オールMLBチーム[41]
  - セカンドチーム外野手：1回（2020年）

### 背番号
- 5（2019年 - 2025年7月30日）
- 18（2025年8月1日 - ）